# 利辛卡
49°47′26″N 30°44′23″E / 49.79056°N 30.73972°E
利什欽卡（烏克蘭語：Ліщинка）是位於烏克蘭北部的村莊，由基辅州奧布希夫區的卡哈爾利克市鎮負責管轄。該村面積2.65平方公里，海拔高度157米，2001年人口324，人口密度每平方公里122.4人。